# Na pytlácké stezce

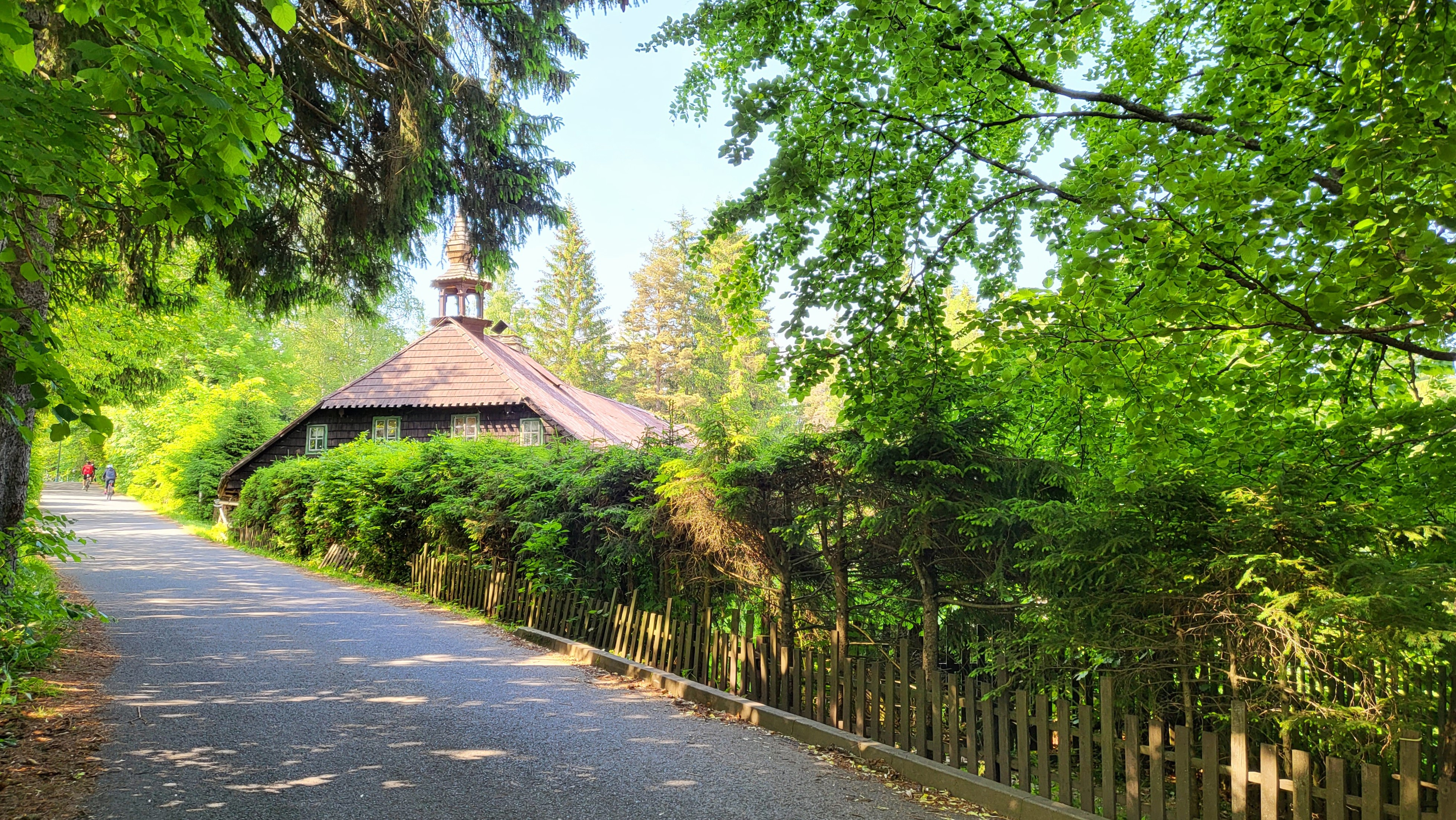
Klostermannova chalupa u Srní – filmová hájenka

Na pytlácké stezce je dětský film natočený režisérem Václavem Gajerem v roce 1979. Je volným pokračováním filmu Pod Jezevčí skálou a tentokrát se děj odehrává během letních prázdnin.

## Děj
Hajný Straka (Gustáv Valach) dostane dopis, že vnuk Vašek (Tomáš Holý) k němu na prázdniny nepřijede. Rodiče jsou přesvědčeni, že dovolená u moře v Bulharsku bude pro syna mnohem větší dobrodružství, než pobyt v šumavské hájence. Chlapec, který se měsíce k dědovi těšil, však situaci vyřeší a na vlastní pěst se k němu vydá. Zažije řadu dobrodružství a nakonec s rodiči odjíždi na dovolenou u moře.

## Obsazení
| Gustáv Valach      | hajný Václav Straka                      |
| Tomáš Holý         | Vašek, Strakův vnuk                      |
| Jana Brejchová     | Jarmila, Strakova snacha a Vaškova matka |
| Josef Kemr         | lovec zmijí Perníkář zvaný Zmiják        |
| Václav Sloup       | řidič náklaďáku Josef zvaný Čahoun       |
| Karel Augusta      | pytlák Ungeler                           |
| Jan Pohan          | hajný Antoš                              |
| František Hanus    | polesný                                  |
| Adolf Filip        | vedoucí pily Přibyl zvaný Pilous         |
| Jaroslav Mareš     | řidič na pile                            |
| Pavel Zedníček     | tramp-recesista Jeník                    |
| Karel Heřmánek     | tramp-recesista                          |
| Václav Kaňkovský   | houbař                                   |
| Zdeněk Sirový      | Vaškův kamarád Kalista                   |
| Jitka Zelenohorská | Kalistova matka                          |

## Tvůrci a štáb
- Režie: Václav Gajer
- Námět: Josef Pohl, Václav Gajer
- Scénář: Václav Gajer, Josef Pohl
- Technický scénář: Václav Gajer
- Dramaturg: Karel Cop
- Kamera: Rudolf Milič
- Vedoucí výroby: Jiří Beránek
- Hudba: Luboš Sluka
- Nahrál: Filmový symfonický orchestr (řídil František Belfín)
- Výtvarník dekorací: Miroslav Hrachovec
- Návrhy kostýmů: Svata Sophová
- Vedoucí kostymérka: Bohumila Maršálková
- Kostymérka: Eva Studecká
- Zvuk: Dobroslav Šrámek
- Střih: Josef Dobřichovský
- Pomocný režisér: Jiří Ostrý
- II. kameraman: Ota Kopřiva
- Masky: Rudolf Buneš, Růžena Dusíková
- Výprava: Ivan Ernyei
- Skript: Irena Neubertová
- Zástupci vedoucího výroby: Tomáš Baloun, Vlasta Synkulová
- Asistent kamery: Václav Zajíček
- Asistent architekta: Josef Kraus
- Asistent střihu: Rimma Stejskalová
- Asistent vedoucího výroby: Miloš Zajdl
- Fotograf: Josef Janoušek

Film byl natočen za spolupráce pracovníků Lesního závodu Vimperk.

## Produkční a technické údaje
- Pracovní název: Tudy vedou stezky…
- Začátek natáčení: 16. srpen 1978
- Konec natáčení: 22. prosinec 1978
- Copyright: 1979
- Premiéra: 9. listopad 1979
- Výrobce: Filmové studio Barrandov
- Dramaturgická skupina: Drahoslav Makovička (vedoucí)
- Zpracovaly: Filmové laboratoře Barrandov
- Distributor: Ústřední půjčovna filmů
- Barva: barevný
- Jazyk: čeština
- Zvukový formát: mono
- Délka: cca 73 minut
- Původní metráž: 2 087 metrů
- Formát obrazu: 1:1,66

## Zajímavosti
- Od své premiéry v listopadu 1979 až do 31.12.1987 vidělo film v českých kinech v rámci 4 243 představení celkem 392 442 diváků.[1]